# Sonnenstein (Ohmgebirge)
Der Sonnenstein ist ein 485,6 m ü. NHN hoher Berg und beliebtes Ausflugsziel im Eichsfeld in Nordthüringen.

## Geographie
Der am nördlichen Rand des Ohmgebirges gelegene Berg erhebt sich knapp einen Kilometer nördlich von Holungen sowie nordöstlich von Brehme. Die Stadt Worbis liegt ungefähr acht Kilometer in südlicher Richtung. Gut zu erreichen ist der Berg über die Landstraßen 1011 (Ecklingerode-Holungen) und 1012 (Worbis-Jützenbach). Er ist Teil des Holunger Grabens innerhalb der Ohmgebirgs-Grabenzone und besteht aus Muschelkalkgestein und am südwestlichen Rand auch Resten von Kreideablagerungen.

## Besonderheiten
Den Westrand des Sonnensteins bildet eine etwa 20 m hohe, fast senkrechte Felsfront aus Muschelkalk. Der Felsen verlieh dem Sonnenstein seinen Namen.
Die waldlose Kuppe ermöglicht bei guter Sicht einen weiten Ausblick auf den westlichen Harz mit dem Brocken im Norden, auf das Kyffhäusergebirge im Osten, auf das Ohmgebirge im Süden sowie über die Goldene Mark und das angrenzende Leinebergland im Westen. Die nordwestlichen Berghänge sind dagegen bewaldet.
1990 wurde auf dem Sonnenstein neben einem alten Steintisch wieder ein weithin sichtbares Kreuz aufgestellt. Der zwischen dem Sonnenstein und dem Ohmgebirgsplateau gelegene Sattel wird auch Porta Eichsfeldica genannt. Südlich des Berges befindet sich der Iseke-Gedenkstein.
Auf dem Berg wurde 2017 ein 14 Meter langer Skywalk eröffnet, der 9 Meter über die Klippenkante hinausragt. Unter der Aussichtsplattform fällt das Gelände bis in knapp 100 Meter Tiefe schräg ab.
Der Berg Sonnenstein ist namensgebend für die kleine Siedlung Sonnenstein und die Gemeinde Sonnenstein.

## Geschichtliches
Der Nordwestrand des Ohmgebirges und der Sonnenstein war nach dem Untergang des Thüringer Königreiches historisches Grenzland zwischen den sächsischen, thüringischen und fränkischen Bevölkerungsgruppen und deren Herrschaftseliten. Hier verliefen dann die Grenzen der frühmittelalterlichen Gaue Liesgau, Ohmfeld und Eichsfeld, die in den Einflussbereich der Braunschweiger Herzöge, der Thüringer Landgrafen und in späteren Zeiten der Mainzer Kurfürsten gerieten. Heute verläuft hier die Sprachgrenze zwischen dem niederdeutschen und mitteldeutschen Dialekt im Eichsfeld.
Das Gebiet um den Sonnenstein wird in frühen Urkunden als Graseforst bezeichnet, wobei die Flurgegend etwas größer als der Berg war und von der Wenderhütte bis zum Schwarzenberg reicht. 1257 wird der Graseforst erstmals erwähnt, als Albert, Herzog von Braunschweig, dem Kloster Gerode für den Schaden unter anderem den monte vulgariter Grasevorst überträgt. 1369 belehnt das Kloster die Stadt Duderstadt mit dem Graseforst und allen Zubehörungen. Im Jahr 1432 geht es um die Festlegung der Grenze am Graseforst und weiteren Flurbezirken zwischen Brehme und Holungen, wo die Grafen von Hohnstein, die Herren von Lohra und Klettenberg, die Stadt Duderstadt, die Herren von Wintzingerode und das Kloster Gerode Anspruch erheben. Bis ins 18. Jahrhundert wird die Gegend um den Berg überwiegend nur Graseforst genannt, der Berg heißt dann nur Stein und erst in der Neuzeit der heute übliche Name Sonnenstein.
An der westlichen Abbruchkante des Sonnensteines befindet sich eine frühmittelalterliche Wallanlage, die sogenannte Urbenschanze. Sie ist eine trapezförmige Anlage mit 16 Meter Seitenlänge und einem breiten Tor im Westen (?). Mit findet noch einen Graben zwischen einem Außen- und Innenwall, die Anlage wird aber durch kleinere Steinbrüche gestört. Vermutlich handelt es sich hierbei um eine Beobachtungsstation an der Besiedlungsgrenze. In einer Sage von der Urbenschanze ist von einer Felsenhöhle auf dem Sonnenstein und dem Räuber Urban die Rede.
Unmittelbar südwestlich des Sonnensteins befindet sich ein kleiner spitzer Bergkegel, der Braune Bühl, wo ebenfalls eine mittelalterliche Anlage vermutet wird. Etwa 1440 schlossen der Abt von Kloster Gerode, die Ganerben der Burg Bodenstein Tile von Wolf, Hans und Ernst von Wintzingerode und Hardegen von Worbis, sowie Arnd, Tile und Bertold von Wintzingerode und die Stadt Duderstadt einen Vertrag zum Bau einer Warte an der Landstraße zwischen der Hohen Kammern und dem Stein (Sonnenstein). Erlaubnis zum Bau gaben der Erzbischof von Mainz und die Grafen von Hohnstein. Ob tatsächlich eine Warte gebaut wurde, ist nicht bekannt. Einen Kilometer weiter südwestlich war bis ins 19. Jahrhundert die sogenannte Schwedenschanze bei Brehme mit Wall und Graben nachweisbar. Dabei handelte es sich vermutlich um eine weitere frühmittelalterliche Anlage an der Besiedlungsgrenze.
Von 1952 bis 1989 befand sich an der Straße nach Brehme und Jützenbach am Südfuß des Sonnensteines eine Kontrollstelle der Volkspolizei, die das hier beginnende Sperrgebiet entlang der Innerdeutschen Grenze abriegelte.

## Bilder

### Galerie

Holungen und der Sonnenstein um 1900
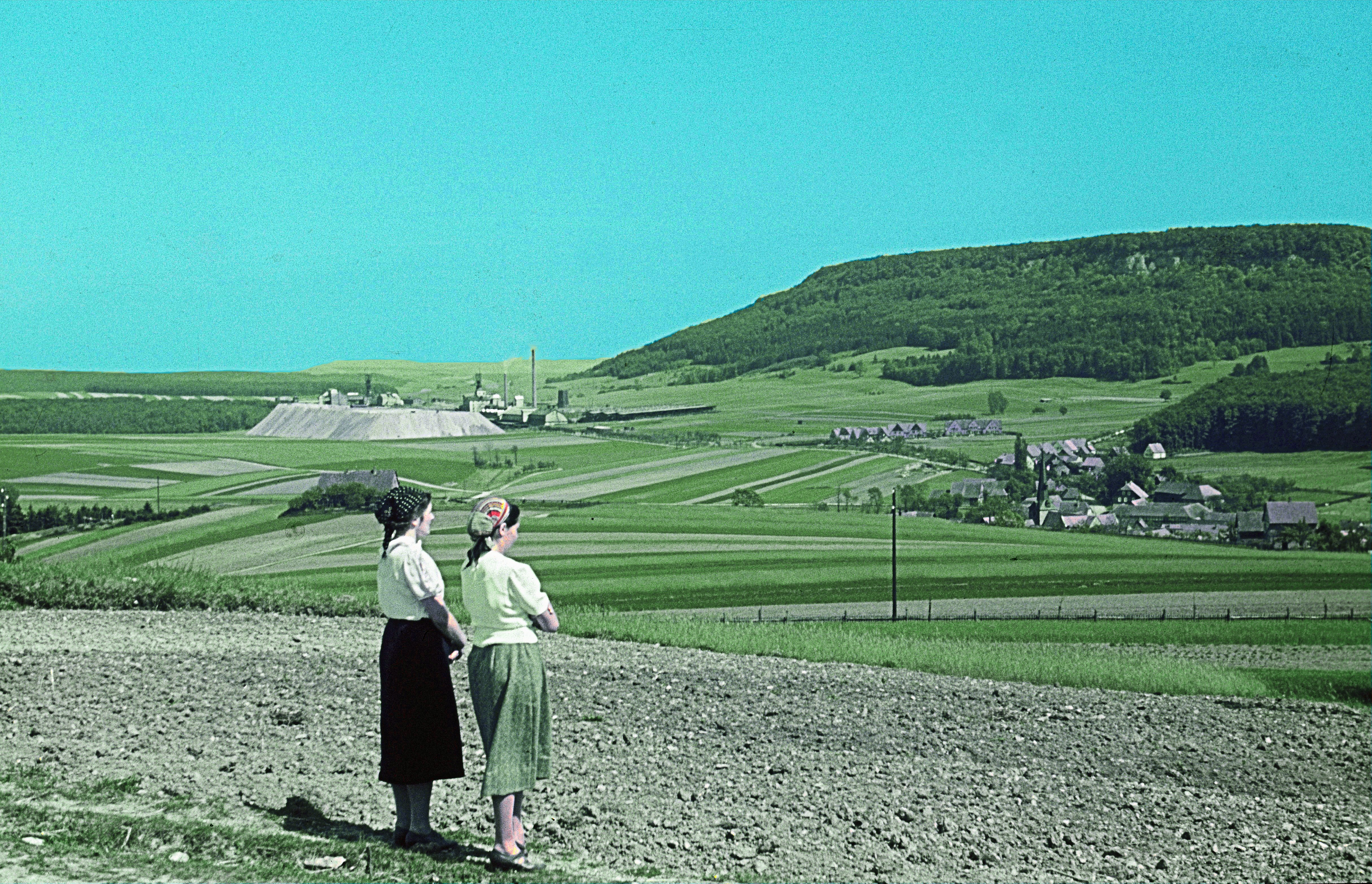
Kalibergwerk Bischofferode und der Ort Holungen (1942) vom Sonnenstein aus gesehen
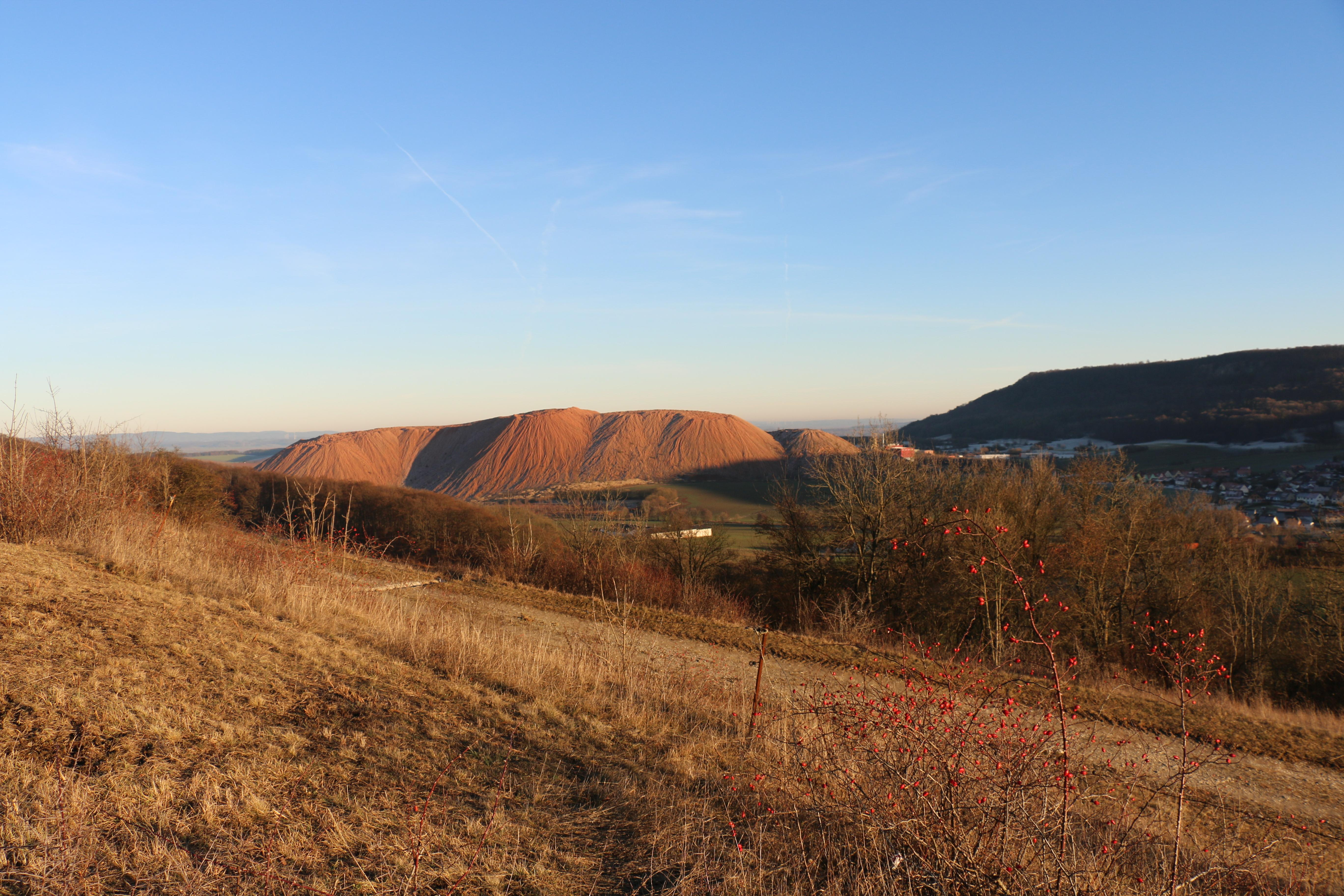
Abraumhalde des Schachts Bischofferode im Jahre 2016 vom selben Standpunkt aus gesehen
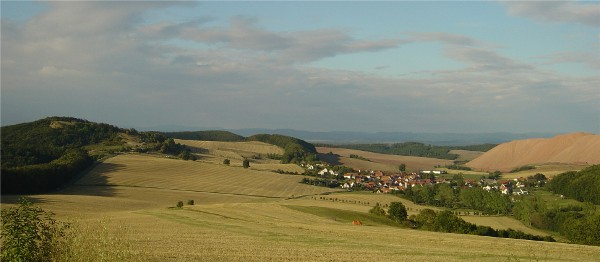
Holungen und der Sonnenstein aus Sicht der Hohenkammer
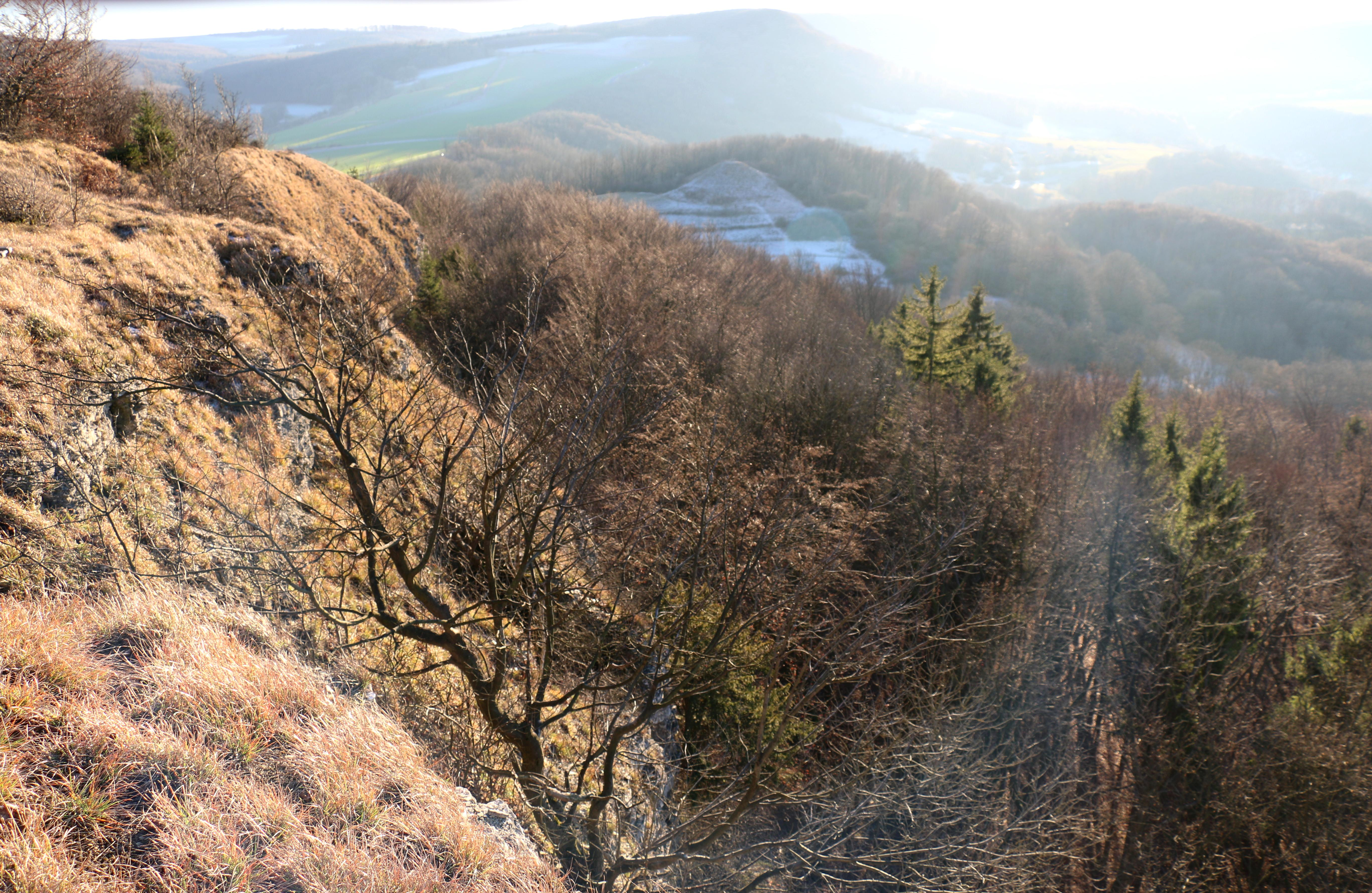
Felsfront am Westrand des Sonnensteins
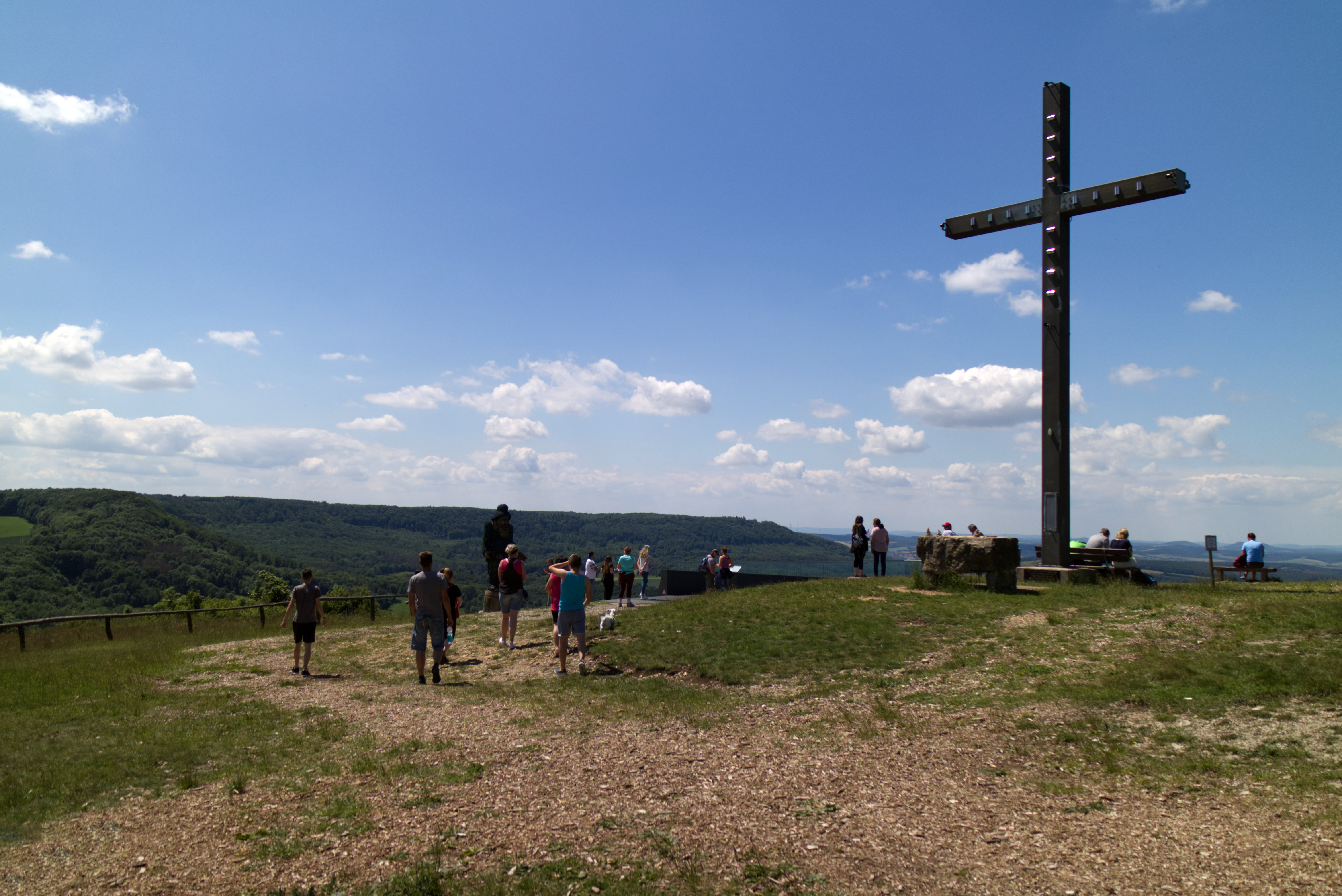
Kreuz und Skywalk auf dem Sonnenstein
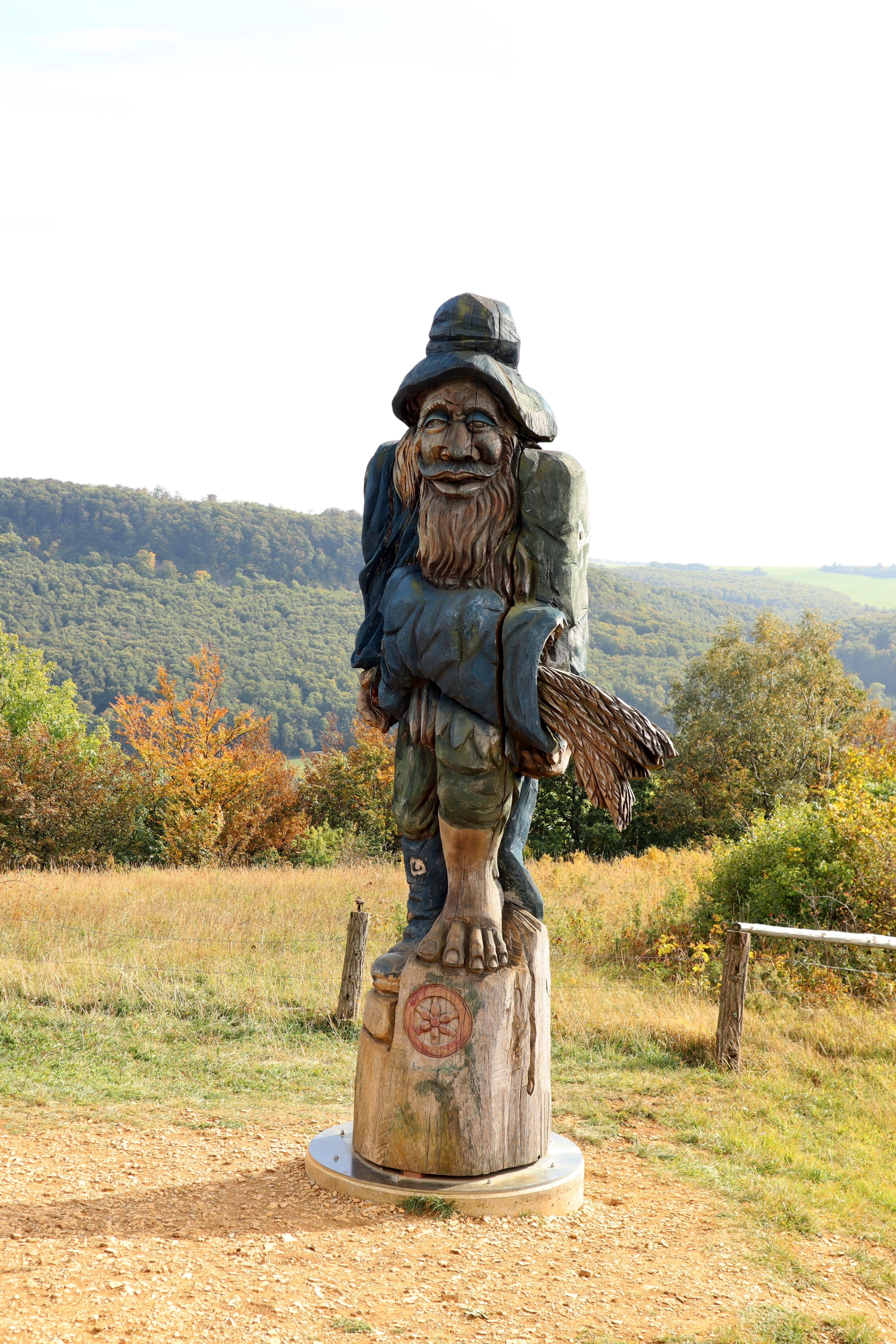
Die Sage vom Braunen Bühl – ein Riese schüttet Sand aus seinem Stiefel

### Panorama

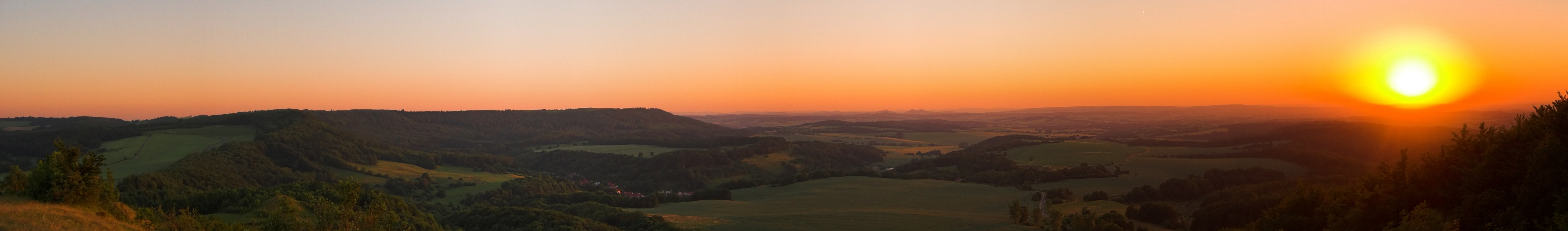
Blick vom Sonnenstein nach Südwesten

## Natur
Die baumlose Bergkuppe trägt einen artenreichen Kalkmagerrasen mit verschiedenen Orchideenarten, Sonnenröschen und Türkenbund-Lilie, Blaugras-Kalkfelsfluren. Am Fuß des Berges findet man im feuchteren Grünland Wollgras und Bach-Nelkenwurz. Eine Informationstafel gibt Auskunft über die besondere Vegetation auf dem Berg.